# El Limón de Ixtapan
El Limón de Ixtapan är en ort i kommunen Tejupilco i delstaten Mexiko i Mexiko. Samhället hade 163 invånare vid folkräkningen 2020. Orten hette fram till och med år 2018 El Limón de la Estancia.